# Фримонт (окръг, Айова)
Вижте пояснителната страница за други значения на Фримонт.
Окръг Фримонт (на английски: Fremont County) е окръг в щата Айова, Съединени американски щати. Площта му е 1339 km², а населението - 8010 души (2000). Административен център е град Сидни.